# (6710) Apostel
(6710) Apostel ist ein Asteroid des Hauptgürtels, der am 3. April 1989 vom belgischen Astronomen Eric Walter Elst am La-Silla-Observatorium der Europäischen Südsternwarte (IAU-Code 809) entdeckt wurde.
Der Asteroid wurde nach dem belgischen Philosophen Leo Apostel (1925–1995) benannt, der die Lücke zwischen exakter Wissenschaft und Geisteswissenschaft zu überwinden suchte.